# Dichaetophora laeana
Dichaetophora laeana är en tvåvingeart som först beskrevs av Toyohi Okada 1984.  Dichaetophora laeana ingår i släktet Dichaetophora och familjen daggflugor. Inga underarter finns listade i Catalogue of Life.